# Rūta Meilutytė
Rūta Meilutytė (phát âm tiếng Litva: [ruːˈt̪ɐ mʲɛɪ̯ɫʊˈtʲi̇̂ːtʲeː]; sinh 19 tháng 3 năm 1997) là một kình ngư người Lít-va, nhà vô địch Olympic, và người giữ kỷ lục thế giới. Cô hiện đang là người giữ kỷ lục thế giới ở nội dung 50- và 100-m ếch nữ (bể tiêu chuẩn). Tại độ tuổi 17 cô là người đầu tiên và duy nhất trong lịch sử giành chiến thắng trong mọi nội dung bơi tham gia tại tất cả mọi lứa tuổi.
Khi cô lên 15, cô đã phá 11 kỷ lục bơi lội Lít-va. Tại Festival Olympic trẻ 2011 (Trabzon – Thổ Nhĩ Kỳ) Meilutytė đã giành một tấm huy chương vàng nội dung 100m ếch, một tấm huy chương vàng ở nội dung 50m tự do và một tấm huy chương đồng ở nội dung 100m tự do. Tại Thế vận hội mùa hè 2012 diễn ra ở London, Meilutytė giành tấm huy chương vàng ở nội dung 100-m ếch với thành tích 1:05.47.

Tại độ tuổi 15, cô cũng là vận động viên Lít-va trẻ nhất từng giành một tấm huy chương vàng Olympic. Tại bán kết của giải bơi lội châu Âu 2011, cô đã phá kỷ lục châu Âu tại nội dung 100 m ếch với thành tích 1:05:21. Năm 2013 Meilutytė phá kỷ lục châu Âu của chính cô với thành tích mới nhanh hơn thành tích cũ 0.01 giây. Rūta tranh tài tại Giải vô địch bơi lội thế giới năm 2013, diễn ra tại Barcelona, và đạt tới thành tích kỷ lục thế giới tại nội dung 100, và 50-m ếch.
Meilutytė đang bơi cho đội bơi trường đại học Plymouth và được dẫn dắt bởi huấn luyện viên Jon Rudd.